# Nebojša
Nebojša (kyrillisch: Небојша) ist ein männlicher Vorname, der überwiegend in Serbien verbreitet ist.

## Bedeutung
Der Name Nebojša bedeutet auf Deutsch „der Furchtlose“.

## Bekannte Namensträger
- Nebojša Bogavac (* 1973), montenegrinischer Basketballspieler
- Nebojša Bradić (* 1956), serbischer Politiker und Regisseur
- Nebojša Čović (* 1958), serbischer Politiker
- Nebojša Golić (* 1977),  bosnisch-serbischer Handballspieler
- Nebojša Grahovac (* 1984), bosnisch-herzegowinischer Handballtorwart
- Nebojša Jovanović (* 1983), serbischer Radrennfahrer
- Nebojša Kaluđerović (* 1955), montenegrinischer Diplomat und Politiker
- Nebojša Krupniković (* 1973), serbischer Fußballspieler
- Nebojša Novaković (* 1964), bosnisch-herzegowinischer Fußballspieler
- Nebojša Popov (1939–2016), serbischer Soziologe
- Nebojša Popović (* 1947), serbischer Handballspieler
- Nebojša Radmanović (* 1949), bosnisch-serbischer Politiker
- Nebojša Simić (* 1993), montenegrinischer Handballspieler
- Nebojša Stefanović (* 1976), serbischer Politiker
- Nebojša Jovan Živković (* 1962), deutscher Perkussionist und Komponist serbischer Herkunft

## Sonstiges
- Nebojša Kula (Nebojscha-Turm), alter Befestigungsturm in Belgrad